# Popozuda Rock'n'Roll
Popozuda Rock'n'Roll é uma canção de rock'n'roll com batidas de funk carioca composta pelo músico Edu K e gravada pela banda gaúcha de rock DeFalla como single do álbum Miami Rock 2000.
A canção logo se tornou um hit, figurando entre as mais tocadas do Brasil. segundo o site somdoradio.com, ela foi a 32ª  canção mais tocada do ano 2000 no Brasil, principalmente por ter sido escolhida como tema da personagem Feiticeira, do Programa H. Mesmo assim, a banda foi duramente criticada por diversos fãs tradicionais da banda. As acusações apontariam que, apesar de todo seu histórico mutante, o DeFalla estaria "passando dos limites" ao aproximar-se da música comercial de maneira apelativa. Edu K justifica:
| “ | "Popozuda é completamente AC/DC, se você tirar a batida. E é legal porque hoje a tocamos desse jeito, então talvez agora as pessoas possam entender porque o Miami Rock 2000 era um disco de rock". | ” |

Em 2005, já em carreira-solo, Edu K a lançou novamente como single. Foi então que a canção estourou na Europa, sendo utilizada em várias campanhas internacionais de grandes marcas como Coca-Cola e Nike, Sony Ericsson e até na trilha sonora do filme Velozes e Furiosos 5.
Esta incursão nas paradas europeias fez com que, em 2010, ela fosse sampleada pelo rapper austríaco Skero na canção Kabinenparty, que atingiu a posição n.1 nas paradas daquele país.

## Na Cultura Popular
Popozuda Rock'n'Roll é uma das canções do jogo eletrônico Pump It Up.